# 룰렛

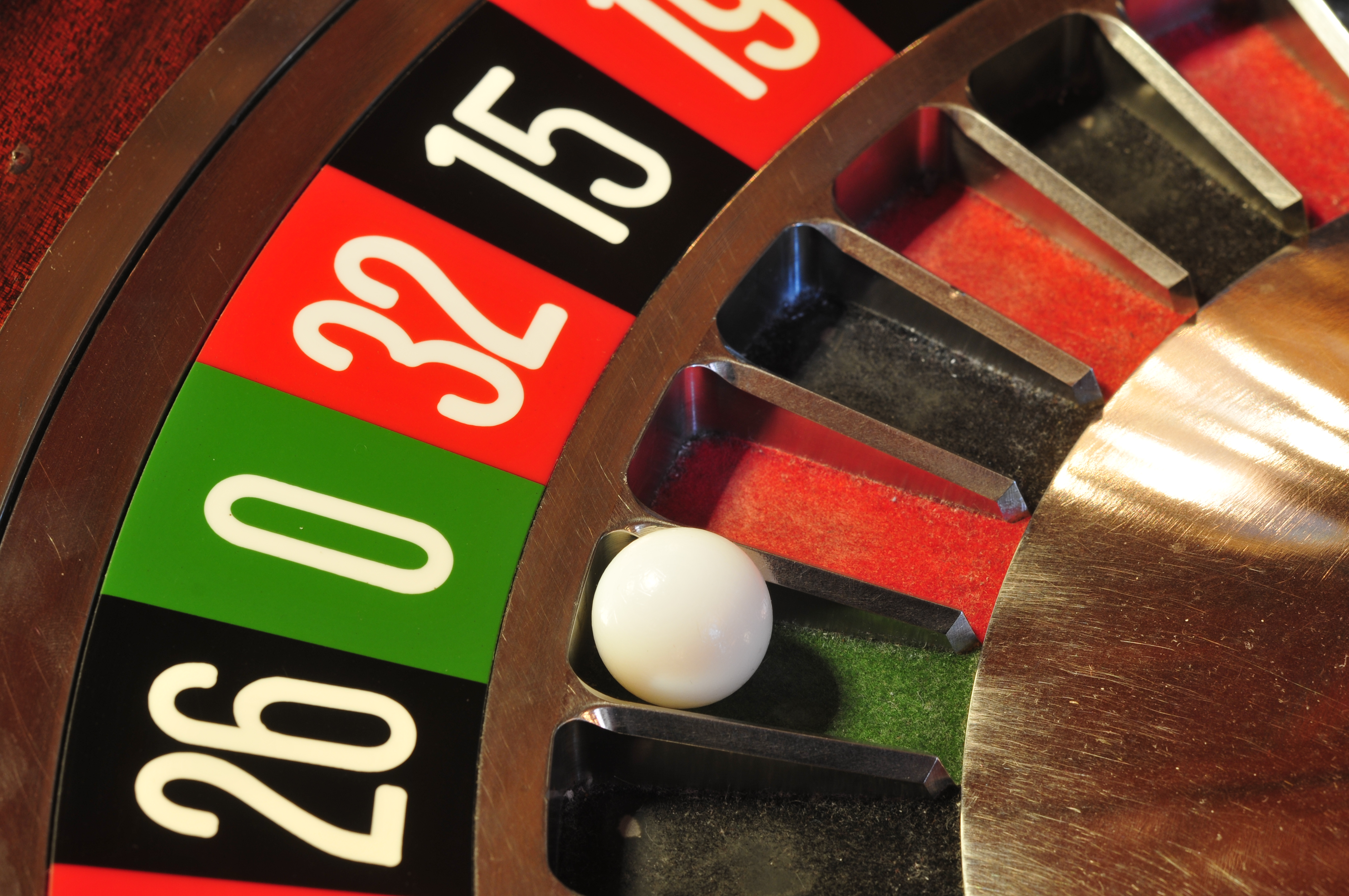
룰렛 볼

룰렛(Roulette)은 돌아가는 바퀴라는 의미인데 0으로부터 36까지 37~39개의 눈금으로 나눈 뇌침형의 정교한 회전반 가운데 1개의 알을 넣고 빠른 속도로 돌리다가 정지했을 때 알이 어느 눈금에 정지하느냐를 맞추는 노름이다. 16세기 초경부터 세계적으로 유행되기 시작하여 당시 유럽의 상류사회에서 연회 때에 사교의 목적으로 이것을 하는 풍습이 생겼다 그 뒤 19세기 초에 세계 각국에서 이것을 금지하게 되었으나, 현재는 남유럽의 모나코 공국, 미국의 네바다주 등 세계적으로 유명한 곳 이외에도 특정한 장소에 한해서 공인하고 있는 나라가 적지 않다.룰렛은 기계를 사용하기는 하지만 혼자서 행하는 노름이 아니고, 서민적이 아니라는 점에서 슬롯 머신이나 파친코와는 전혀 다른 것이다. 16세기부터 18세기에 걸쳐 유럽 각국의 사회 속에 다채로운 영향을 준 노름으로 그 나름대로 특색을 갖고 있는 것이라고 할 수 있다.

## 같이 보기
- 러시안 룰렛